# Kontrprzykład
Kontrprzykład – zdanie falsyfikujące, z którego wynika negacja pewnego zdania ogólnego – zawierającego kwantyfikator ogólny („dla każdego”, „dla dowolnego”). Kontrprzykład jest koniunkcją dwóch zdań elementarnych (tzn. takich, że jest to zdanie atomowe lub negacja zdania atomowego).
Jeżeli uda nam się znaleźć kontrprzykład to wyrażenie nie jest tautologią, ponieważ istnieje takie podstawienie wartości logicznych za konkretne zmienne w wyrażeniu, dla którego schemat jest fałszywy.

## Przykłady
- Teza: każda liczba nieparzysta jest pierwsza. Kontrprzykłady: 1 i 9 to liczby nieparzyste, ale nie pierwsze; ta druga jest konkretniej liczbą złożoną.
- Teza: każda liczba pierwsza jest nieparzysta. Kontrprzykład: 2 to parzysta liczba pierwsza.
- Hipoteza: każda liczba Fermata jest pierwsza. Kontrprzykład: piąta liczba tego ciągu jest złożona.
- Inne hipotezy obalone kontrprzykładami to hipoteza Pólyi i hipoteza Mertensa.